# Giovanni Roberti
Giovanni Roberti (Napoli, 3 febbraio 1909 – Napoli, 18 gennaio 2010) è stato un sindacalista, politico e avvocato italiano.

## Biografia
Durante la seconda guerra mondiale fu catturato da soldati del Regno Unito e internato nel campo di concentramento di Hereford in Texas.
Giuslavorista, oltre ad essere stato docente di legislazione del lavoro presso l'Università di Napoli, fu cofondatore e presidente dal 1950 e segretario generale dal 1964 al 1977 della CISNAL, il sindacato vicino alle posizioni del sindacalismo nazionale.
Eletto nel 1948 alla Camera dei deputati nel collegio di Napoli per il Movimento Sociale Italiano, ha seduto ininterrottamente a Montecitorio come deputato del MSI dalla prima alla settima legislatura (1976-1979), ricoprendo innumerevoli incarichi, ed è stato capogruppo del suo partito dalla II alla IV legislatura. Nel 1977 aderì al gruppo e al partito di Democrazia Nazionale. Dal 1979, dopo la sconfitta elettorale di D.N., si ritirò dalla politica.
Nel 1988 pubblicò il volume "L'opposizione di destra in Italia, 1946-1979"
È morto il 18 gennaio 2010, all'età di cento anni.

## Opere
- L'opposizione di destra in Italia, 1946-1979, 1988
- Da El Alamein ad Enfidaville, con l'armata corazzata italo-tedesca, 1994
- Quando si leva il vento, 1999
- Pagine di diario, 2000

## Incarichi
- Componente della XI COMMISSIONE (LAVORO E PREVIDENZA SOCIALE) (I,II legislatura)
- Componente della COMMISSIONE SPECIALE PER L'ESAME DEI DISEGNI DI LEGGE N.31: "CONVERSIONE COMPLESSIVA DI DECRETI LEGGE" (I legislatura)
- Componente della COMMISSIONE SPECIALE PER L'ESAME DEI DISEGNI DI LEGGE: CASSA PER IL MEZZOGIORNO (N.1170) ED ESECUZIONE DI OPERE STRAORDINARIE NELL'ITALIA SETTENTRIONALE E CENTRALE (N.1171) (I legislatura)
- Componente della COMMISSIONE SPECIALE PER L'ESAME DEI PROVVEDIMENTI RELATIVI AI DANNI DI GUERRA (NN.1348 E 2379) (I legislatura)
- Componente della COMMISSIONE SPECIALE PER L'ESAME DEI PROVVEDIMENTI RELATIVI ALLA CORTE COSTITUZIONALE (N.469 E 1292) (I legislatura)
- Componente della COMMISSIONE SPECIALE PER L'ESAME DEI PROVVEDIMENTI RELATIVI AI DANNI DI GUERRA (II legislatura)
- Componente della COMMISSIONE SPECIALE PER L'ESAME DEL DISEGNO DI LEGGE N.568: "ORDINAMENTO ED ATTRIBUZIONI DEL CONSIGLIO NAZIONALE DELLA ECONOMIA E DEL LAVORO" (II legislatura)
- Componente della COMMISSIONE SPECIALE PER L'ESAME DELLA PROPOSTA DI LEGGE ANGELINI ARMANDO N.427: "DICHIARAZIONE DI PUBBLICA UTILITÀ E NORME PER L'ESPROPRIAZIONE DEGLI STABILIMENTI INDUSTRIALI INATTIVI" (II legislatura)
- Componente della COMMISSIONE SPECIALE PER L'ESAME DEL DISEGNO DI LEGGE COSTITUZIONALE N.1942: "FACOLTA' DI ISTITUIRE, CON LEGGE ORDINARIA, GIUDICI SPECIALI IN MATERIA TRIBUTARIA" E DEL DISEGNO DI LEGGE N.1944: "RIFORMA DEL CONTENZIOSO TRIBUTARIO" (II legislatura)
- Componente della COMMISSIONE SPECIALE PER L'ESAME DEL DISEGNO DI LEGGE N.2814, PER LA RATIFICA DEI TRATTATI SUL MERCATO COMUNE E SULL'EURATOM (II legislatura)
- Componente della COMMISSIONE SPECIALE PER L'ESAME DELLA PROPOSTA DI LEGGE ERMINI N.2719: "PROVVEDIMENTI PER LA SALVAGUARDIA DEL CARATTERE STORICO, MONUMENTALE E ARTISTICO DELLE CITTÀ E DEL TERRITORIO DI ASSISI, NONCHÉ PER CONSEGUENTI OPERE DI INTERESSE IGIENICO E TURISTICO" (II legislatura)
- Componente della COMMISSIONE SPECIALE PER L'ESAME DEI DISEGNI DI LEGGE NN.2453 E 2454: " PROVVEDIMENTI PER IL MEZZOGIORNO" E "DISPOSIZIONI INTEGRATIVE DELLA LEGGE 10 AGOSTO 1950, N.647, PER L'ESECUZIONE DI OPERE STRAORDINARIE DI PUBBLICO INTERESSE NELL'ITALIA SETTENTRIONALE E CENTRALE" E DI ALTRE PROPOSTE DI LEGGE PER IL MEZZOGIORNO (II legislatura)
- Componente della COMMISSIONE PARLAMENTARE CONSULTIVA PER IL PARERE SULLA EMANAZIONE DI UN TESTO UNICO SULLA RIORGANIZZAZIONE DEL MINISTERO DEL LAVORO E DELLA PREVIDENZA SOCIALE (II legislatura)
- Componente della COMMISSIONE PARLAMENTARE CONSULTIVA PER IL PARERE SULLA EMANAZIONE DELLE NORME RELATIVE ALLA ASSICURAZIONE OBBLIGATORIA CONTRO LE MALATTIE PER GLI ARTIGIANI (II legislatura)
- Componente della COMMISSIONE PARLAMENTARE DI INCHIESTA SULLE CONDIZIONI DEI LAVORATORI IN ITALIA (II legislatura)
- Componente della GIUNTA DEL REGOLAMENTO (III,IV,V,VI legislatura)
- Componente della XIII COMMISSIONE (LAVORO E PREVIDENZA SOCIALE) (III,IV legislatura)
- Componente della COMMISSIONE SPECIALE PER L'ESAME DEL DISEGNO DI LEGGE N.1409: "INTERVENTI IN FAVORE DELL'ECONOMIA NAZIONALE" (III legislatura)
- Componente della COMMISSIONE SPECIALE PER L'ESAME DEL DISEGNO E DELLE PROPOSTE DI LEGGE CONCERNENTI PROVVEDIMENTI PER LA CITTÀ DI NAPOLI (III legislatura)
- Componente della COMMISSIONE SPECIALE PER L'ESAME DEL DISEGNO DI LEGGE N. 3906: " ISTITUZIONE DELL'ENTE PER L'ENERGIA ELETTRICA E TRASFERIMENTO AD ESSO DELLE IMPRESE ESERCENTI LE INDUSTRIE ELETTRICHE " (III legislatura)
- Componente della COMMISSIONE PARLAMENTARE D'INCHIESTA SULLA "ANONIMA BANCHIERI" (III legislatura)
- Componente della COMMISSIONE SPECIALE PER L'ESAME DEL DISEGNO DI LEGGE N. 2017 " DISCIPLINA DEGLI INTERVENTI PER LO SVILUPPO DEL MEZZOGIORNO " (IV legislatura)
- Componente della COMMISSIONE SPECIALE PER L'ESAME DEL DISEGNO DI LEGGE N. 2186 " CONVERSIONE IN LEGGE DEL DECRETO - LEGGE 15 MARZO 1965, N. 124, RECANTE INTERVENTI PER LA RIPRESA ECONOMICA NAZIONALE " (IV legislatura)
- Componente della COMMISSIONE PARLAMENTARE PER IL PARERE AL GOVERNO SULLE NORME DELEGATE IN MATERIA DI ASSICURAZIONE OBBLIGATORIA CONTRO GLI INFORTUNI SUL LAVORO E LE MALATTIE PROFESSIONALI (IV legislatura)
- Componente della COMMISSIONE PARLAMENTARE PER IL PARERE AL GOVERNO SULLE NORME DELEGATE NELLE MATERIE PREVISTE DAI TRATTATI DELLA COMUNITA' ECONOMICA EUROPEA (CEE) E DELLA COMUNITA' EUROPEA DELL'ENERGIA ATOMICA (CEEA) (IV legislatura)
- Componente della COMMISSIONE PARLAMENTARE PER IL PARERE AL GOVERNO SULLE NORME DELEGATE RELATIVE ALLA RIFORMA ED AL MIGLIORAMENTO DEI TRATTAMENTI DI PENSIONE DELLA PREVIDENZA SOCIALE (IV legislatura)
- Componente della COMMISSIONE D'INCHIESTA SUI LIMITI POSTI ALLA CONCORRENZA NEL CAMPO ECONOMICO (IV legislatura)
- Componente della I COMMISSIONE (AFFARI COSTITUZIONALI) (V,VI,VII legislatura)
- Componente della XIII COMMISSIONE (LAVORO E PREVIDENZA SOCIALE) (V legislatura)
- Componente della COMMISSIONE PARLAMENTARE PER IL PARERE AL GOVERNO SULLE NORME DELEGATE RELATIVE ALLA RIFORMA E AL MIGLIORAMENTO DEI TRATTAMENTI DI PENSIONE DELLA PREVIDENZA SOCIALE (V legislatura)
- Componente della COMMISSIONE D'INDAGINE RICHIESTA DALL'ON. SCALFARI A NORMA DELL'ART. 74 DEL REGOLAMENTO (V legislatura)
- Componente della COMMISSIONE PARLAMENTARE DI VIGILANZA SULLE RADIODIFFUSIONI (V,VI legislatura)
- Componente della COMMISSIONE SPECIALE PER L'ESAME DEI PROVVEDIMENTI CONCERNENTI LA DISCIPLINA DEI CONTRATTI DI LOCAZIONE DEGLI IMMOBILI URBANI (VI legislatura)
- Componente della COMMISSIONE PARLAMENTARE PER L'INDIRIZZO GENERALE E LA VIGILANZA DEI SERVIZI RADIOTELEVISIVI (VI legislatura)
- Componente della RAPPRESENTANZA ITALIANA ALL'ASSEMBLEA PARLAMENTARE DEL CONSIGLIO D'EUROPA (VII legislatura)
- Componente della COMMISSIONE D'INDAGINE, RICHIESTA DALL'ON. MANCO A NORMA DELL'ART. 58 DEL REGOLAMENTO (VII legislatura)